# Ascoli Calcio 1898 FC
Ascoli Calcio 1898 Football Club je talijanski nogometni klub iz talijanske pokrajine Marche, iz grada Ascoli Piceno.
Klub je utemeljen 1898. godine. Trenutno igra u Serie C. Ascoli je u Serie A također igrao u razdobljima 1974. – 1976., 1978. – 1985., 1986. – 1990., 1991. – 1992. i 2005. – 2007. godine.
Klupske boje su crna i bijela.

## Povijest
Klub je utemeljen 1898. kao "Candido Augusto Vecchi", 1905. je promijenio ime u Ascoli Vigor, 1921. u US Ascolana te 1945. godine u AS Ascoli. Godine 1955. je Ascolia kupio izdavački magnat Cino Del Duca čime ga je spasio klub od bankrota. Del Duca ga je spojio s vlastitim klubom i tako je nastao klub Del Duca Ascoli. Stadion i danas nosi ime njegova brata. Godine 1959. se klub konačno vratio u Serie C po prvi put otkad je izbio drugi svjetski rat. 
Godine 1971. je predsjedanje klubom preuzeo Costantino Rozzi koji je kupio klub tri godine prije. Stoga je klub promijenio ime u današnji oblik, Ascoli Calcio 1898. Te iste godine je sastav kojeg je predvodio trener Carlo Mazzone, napredovao dvije razine, prvo se plasiravši u Serie B te potom prvi put u Seriu A. Klub je ostao u Seriji A dvije sezone, a onda je opet ispao u Serie B.
Najveći rivali su iz regije Marche, US Sambenedettese i AC Ancona.

## Uspjesi
- Serie B:
  - pobjednici (2): 1977./78., 1985./86.

- Supercoppa di Lega di Prima Divisione:
  - osvajači (1): 2001./02.

- Serie C:
  - pobjednici (1): 1971./72.

## Poznati igrači
- Fabio Quagliarella
- Andrea Barzagli
- Oliver Bierhoff

Hrvatski reprezentativci Saša Bjelanović i Igor Budan su igrali u Ascoliju. Bjelanović je igrao od 2005. do 2007., a Budan 2006. godine.

## Vanjske poveznice
- Il sito ufficiale  Arhivirana inačica izvorne stranice od 4. listopada 2006. (Wayback Machine) (it.)